# Etóxido de sodio
El etóxido de sodio es una sal alcóxido, con fórmula C2H5ONa.

## Preparación
Está disponible comercialmente como un sólido amarillo seco, o como una solución en etanol. Se prepara fácilmente en el laboratorio haciendo reaccionar sodio metálico con etanol:
{\displaystyle {\ce {2C2H5OH{_{(l)}}+2Na{_{(s)}}->2C2H5ONa{_{(s)}}+H2{_{(g)}}}}}

## Aplicaciones
El etóxido de sodio es comúnmente usado en la condensación de Claisen y la síntesis malónica, si un éster de etilo es uno de los reactantes. El etóxido de sodio puede deprotonar tanto la posición α del éster, o el éster puede sufrir una sustitución nucleofílica. Si el material inicial es un éster de etilo, no puede ocurrir un desorden, puesto que el producto es idéntico al material inicial.

## Seguridad
El etóxido de sodio es un alcalino fuerte. Reacciona con agua vigorosamente para producir etanol, que es inflamable, e hidróxido de sodio, que es corrosivo.
{\displaystyle {\ce {C2H5ONa{_{(s)}}+H2O{_{(l)}}->C2H5OH{_{(aq)}}+NaOH{_{(aq)}}}}}